# Meroka
El MeRoKa (en alemán: ME hr RO hr KA none, cañón multitubo) es un sistema CIWS (acrónimo en inglés de "Close-in Weapon System", traducible como "Sistema de armamento de proximidad"), o propiamente, un sistema artillero antimisil/antiaéreo de proximidad desarrollado por FABA Sistemas.

## Descripción

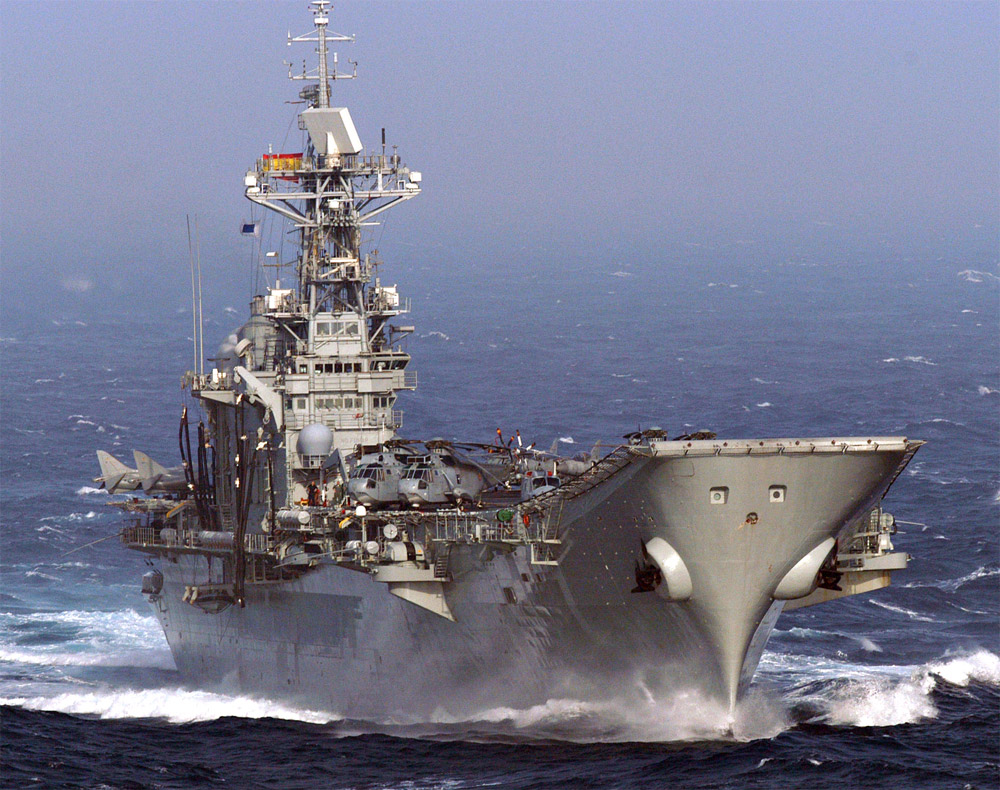
Portaaviones Príncipe de Asturias (R-11) en 2004. Puede verse a cada costado una de las cuatro torretas MEROKA que lleva montadas.

### Orígenes
En 1954 el ingeniero alemán Antón Koch trabajaba para CETME y en uno de sus trabajos realizó la propuesta denominada Arma de Perdigonada.
Inicialmente se pensó para ser instalado en aviones. Pero juntar varios cañones en filas superpuestas y con un único bloque de culata con un cierre común para disparar salvas de tubos simétricamente separados en la práctica era muy complicado de implementar. CETME presentó la propuesta al Ministerio del Aire para su uso en aviones, que rechazó el proyecto y el desarrollo se paró. En 1957 era público el desarrollo del cañón Vulcan en EEUU y se decidió retomar el proyecto, pero esta vez como sistema antiaéreo. Se comenzó a construir un prototipo de 8 tubos de 20mm., pero el desarrollo fue muy lento. En 1962 el Ministerio de Defensa Alemán se interesó, aunque no se llegó a ningún acuerdo. El desarrollo quedó congelado hasta 1971, con la propuesta de CETME de usarlo en el proyecto del vehículo blindado BMR-600.
En 1972 se propuso adoptar el Meroka para su uso como arma antiaérea en los Ejércitos de Tierra, Aire y Mar. El Ejército del Aire declinó la propuesta, pero el de Marina se interesó por el sistema. La guerra de 1973 había puesto sobre la mesa la amenaza de los misiles antibuque y la Armada solicitó dotar al sistema con un dirección de tiro por radar.
La Fábrica de Artillería Bazán, FABA, se puso manos a la obra para cumplir los requerimientos de la Armada. En 1975 la Armada Española encargó la construcción de 20 montajes. En 1979 se realizaron las pruebas en tierra del primer montaje, efectuándose las pruebas en el mar embarcado en el patrullero P-03 Cadarso en 1984. En 1986 el sistema comenzó a operar a bordo de la fragata Santa María. Los más de 30 años desde la idea original dan una idea de los problemas técnicos y económicos a los que tuvo que hacer frente el proyecto.

### Diseño final y empleo
Se trató de una sofisticada arma defensiva de origen español (FABA, actualmente Navantia), empleada en navíos de combate modernos para defenderse de misiles antibuque cuando están a menos de dos kilómetros de su blanco o aviones en proximidad, en el momento en el que el contacto es inminente y otros recursos defensivos van fallando. Se diseñó también una versión terrestre, aunque no llegó a entrar en producción. Este sistema de la Armada española consiste en una batería de 12 cañones automáticos Oerlikon 20/120 de 20 mm, montados en 2 hileras superpuestas de a 6 cañones cada una. El objetivo primario del sistema es la defensa contra misiles antibuque y otras armas de guiado preciso. También puede ser usado como arma antiaérea contra aviones y helicópteros, buques, objetivos costeros y minas marinas.
Se montó en los buques de la Armada española: portaaviones Príncipe de Asturias (R-11), las fragatas de la Clase Santa María y en su día las fragatas Clase Baleares.
Se pensó instalarlo en las corbetas clase Descubierta, reemplazando uno de los cañones de 40mm, pero no se llevó a cabo por su alto coste y la dificultad de instalarlo sin afectar a la estabilidad de las corbetas. Se planificó embarcar el MeRoKa en los dos buques anfibios clase Galicia, el Patiño y las cuatro primeras fragatas F-100 pero finalmente no se hizo. Aunque se planificó actualizar todos los montajes al modelo 2B esto nunca se hizo por problemas de presupuesto.
En total se adquirieron 21 sistemas MeRoKa durante los años 80 y principios de los 90. 
- Cuatro de estos sistemas fueron instalados en el portaaviones Príncipe de Asturias.
- 10 en las fragatas clase Baleares (dos por fragata, instalados durante su modernización).
- 6 en las fragatas clase Santa María (uno por barco).
- Un montaje fue instalado en el polígono de tiro Polígono de Tiro Naval Janer.

En su momento se habló de una versión evolucionada de 30mm (30x173), con 16 tubos en una matriz de 4x4, y alimentado por cuatro cargadores de 400 proyectiles cada uno. La munición sería subcalibrada y perforante (AHEAD o APFSDS-T).
Hubo un prototipo de Meroka terrestre, en un afuste remolcado. Era la misma pieza que el montaje naval pero sin dirección de tiro ni radar. Se construyeron algunos prototipos pero el sistema resultó demasiado pesado y voluminoso para su despliegue en tierra. Además no mejoraba lo que ya ofrecía el montaje Oerlikon 20/120 en servicio ni tampoco gustó el tiempo que la pieza tardaba en entrar el posición. La opción de montarlo en un vehículo blindado nunca cuajó, aunque hubo diseños que jugaron con la idea.
Actualmente la Armada española carece de medios de defensa de punto, desde que el último Meroka dejara de estar en funcionamiento (aunque no se ha desmontado de las F-80). No se apuesta por revivir el diseño debido a que a pesar de modernización no sería ya eficaz contra misiles balísticos, hipersónicos o supersónicos. Además su alcance es escaso, su peso grande y el poder cinético de su proyectil de 20mm. no sé considera suficiente hoy en día. El coste hace que la Armada seguramente opte por la alternativa de diseñar de principio a fin un nuevo sistema de armas o comprarlo en el extranjero.

### Funcionamiento
A diferencia de los cañones automáticos rotativos del sistema Gatling, el Meroka dispara sus cañones fijos de forma individual en secuencia de salvas simultáneas de fuego de barrera, que amplían el área de impacto. La batería se monta en una torreta y es conducida por radar con sistema de detección y control óptico, optrónico y térmico. La versión original del Meroka estaba dirigida por diferentes radares. Luego se cambió al radar Lockheed Electronics VPS-2 Sharpshooter. Este radar fue diseñado para adquirir objetivos a 5000 metros, permitiendo al Meroka hacer un primer disparo a 1800 metros y la destrucción del objetivo a 500 metros. Versiones posteriores incluyen un sistema de puntería optrónico para uso en caso de interferencias electrónicas. Las últimas modificaciones incluyen un sensor de infrarrojos de alta tecnología desarrollado en Israel y otros avanzados dispositivos electrónicos de fabricación española suministrados por Indra.

## Usuarios

### Actuales
España

## Especificaciones
- Cañón: Oerlikon 20/120.
- Peso: 4500 kg.
- Elevación: -15 / +85 grados
- Traversa: 360 grados.
- Velocidad inicial: 1290 m/s.
- Cadencia de fuego: 1440 disparos por minuto (para todos los doce cañones).
- Munición: Depósito con capacidad de 720 proyectiles APDS-T, 60 proyectiles por cañón.
- Alcance: Efectivo con APDS-T (0,102 kg con dardo), entre 1500 - 2000 m.
- Sistemas de adquisición y captura: Radar Lockheed Electronics VPS-2 Sharpshooter de banda I, con termógrafo Indra.

### Artículos similares
- Phalanx CIWS
- Breda Dardo
- Goalkeeper CIWS
- AK-630
 Kashtan CIWS